# Evridiki
Evridiki (Limassol, 1968. február 25. –) ciprusi görög énekesnő.
Háromszor is ő képviselte Ciprust az Eurovíziós Dalfesztiválon: 1992-ben, 1994-ben és 2007-ben. Előbbi kettő versenyen még nem volt elődöntő, az utóbbi versenyen azonban már volt, és Evridiki innen nem jutott tovább.